# Apartheidlovene
Apartheidlovene i Sydafrika var en serie forskellige love Apartheid-styret indførte, de skulle fungere som grundlag for raceadskillelse i landet. Fra 1909 til op i 1980'erne vedtog skiftende regeringer en række forskellige love, som diskriminerede den sorte befolkning, og sikrede efterkommere af europæiske indvandrere i Sydafrika en dominerende position. Formelt blev Apartheid først indført efter National Party kom til magten i 1948 og erklærede oprettelsen af et "grand apartheid", men det byggede på raceadskillelseslove, som allerede fandtes. Det der adskiller det sydafrikanske Apartheid-styres diskrimination fra hvad der fandt sted i andre lande, var den systematiske måde National Party formaliserede den på gennem loven.[kilde mangler]

## Raceadskillende lovgivning før Apartheid
Selvom Apartheid først blev iværksat som et gennemgribende juridisk projekt efter National Party magtovertagelse i 1948, så byggede det i høj grad på tidligere love i de forskellige sydafrikanske provinser. Et tidligt eksempel var Glen Grey Act, der blev vedtaget i 1894 i Kapkolonien, som betød at sorte afrikanernes rettigheder til land blev formindsket i udvalgte områder.
| ”Apartheidlove” før 1948        | ”Apartheidlove” før 1948 |
| ------------------------------- | --- |
| South Africa Act 1909           | Sydafrikas første grundlov, som fastslår, landet skal styres af et parlament, hvortil kun hvide mænd af europæisk afstamning kan vælges.                                              |
| Mines and Works Act 1911 & 1926 | Fastslår, at visse typer af lønarbejde er forbeholdt hvide, og at hvide skal have højere løn end ikke-hvide skal have.                                                                |
| Natives land Acts 1913 & 1936   | Jordloven, som fastslog, at 87 % af jorden tilhørte landets hvide mindretal og kun 13 % af jorden tilhørte det ikke-hvide flertal.                                                    |
| Native (Urban Areas) Act 1923   | Fastslog, at de forskellige befolkningsgrupper skulle bo forskellige steder i byerne, og at sorte skulle have særlig tilladelse til at bo i byerne.                                   |
| Native laws Amendment Act 1937  | Udbyggede loven om, at ikke-hvide skulle have pas for at færdes udenfor de områder, hvor loven bestemte, at de måtte bo. (800 000 blev årligt arresteret for at overtræde denne lov.) |

## Centrale Apartheidlove
"Apartheidlovene" blev indført efter det sydafrikanske valg i 1948, hvor sejrherren National Party erklærede, at man ville indføre et "grand apartheid", som byggede på total adskillelse mellem de fire ”racer” i landet: hvide, farvede, asiater og sorte.
| Apartheidlove efter 1948                           | Apartheidlove efter 1948 |
| -------------------------------------------------- | --- |
| Prohibition of Mixed Marriages Act 1949            | Forbød ægteskab mellem mennesker fra forskellige ”racer”. |
| Population Registration Act 1950                   | Tvang alle sydafrikanere til at blive registreret i en af de fire racekategorier. |
| Group Areas Act 1950                               | Udbyggede loven om race-adskillelse til at omfatte hele Sydafrika, altså både byer og landdistrikter. Det betød, at hver eneste plet på landkortet blev inddelt efter, hvem der måtte bo der, og hvem der skulle have pas for overhovedet at få lov til at opholde sig der, f.eks. for at arbejde. |
| Immorality Act 1950                                | Forbød seksuelle forhold mellem mennesker fra forskellige racegrupper. |
| Criminal Law Amendment Act 1953                    | Fastslog hårde straffe (bøder, fængsling eller offentlige afstraffelse) for at gøre modstand eller opfodre til modstand mod regeringen. |
| Reservation of separate Amenities Act 1953         | Fastslog, at de forskellige grupper også skulle være adskilte på offentlige steder som busser, parker osv.. |
| Bantu Education Act 1953                           | Slog fast, at børn af forskellige ”racer” skulle gå på forskellige skoler, og at de ikke skulle have samme undervisning. Ikke-hvide børn fik f.eks. ingen undervisning i fysik og meget lidt undervisning i matematik og fremmedsprog. Skolepligten var længere for hvide børn, end ikke-hvide; sorte havde ingen skolepligt. Statens tilskud til skolerne var betydeligt støre til hvide skoler – hvilket resulterede i stor økonomi forskelle mellem ikke-hvide og hvide skoler. Prøverne var meget lettere for de hvide. De ikke-hvide fik svære prøver, og havde derved svært ved at få en uddannelse. |
| Natives Resettlement Act 1954                      | Gav regeringen ret til at tvangsforflytte ikke-hvide mennesker (omkring 4 millioner mennesker blev tvunget væk fra deres hjem under denne lov) |
| Industrial Conciliation Act 1956                   | Gav arbejdsministeren ret til at forbeholde et som hvilket som helst job for hvide, og til at opløse fagforeninger, hvor der var medlemmer af blandede grupper. |
| Separate Representation of Colored Voters Act 1956 | Fratog de farvede stemmeret til valgene. |
| Promotion of Bantu Self-government Act 1959        | Fastslog, at de sort skulle bo i såkaldte hjemlande med egen regering. Hjemlandene blev udlagt i de fattigste landdistrikter i Sydafrika og her blev størstedelen ad de ”uproduktive” sorte, det vil sige, dem, der ikke kunne arbejde, de syge, gamle og børnene, tvunget til at bo. Hjemlandet havde ingen magt, hverken økonomisk eller politisk, men ved at kalde dem lande, kunne apartheidregimet fralægge sig ansvaret for de mennesker, som boede der. |
| Bantu Homelands Citizenship Act 1970               | Slog fast, at alle sorte sydafrikanere skulle være borgere i et hjemland. Dermed var de ikke borgere i Sydafrika, og så kunne man nemt fratage dem alle rettigheder. |
| Constitutional Act 1983                            | Etablerede særskilte parlamenter for hvide, farvede og asiatiske sydafrikanere, men ikke for sorte, som jo officielt slet ikke var sydafrikanere længere, men borgere i deres egne ”hjemlande.” Der var selvfølgelig stor forskel på hvad de hvide, de farvede og asiaterne måtte beslutte i deres parlamenter. Under denne ordning blev der oprettet 11 parlamenter med 1190 medlemmer, 5 statsoverhoveder, 10 statsministre, over 200 ministre og 1,7 millioner ansatte i over 150 ministerier. Intet af det kom nogensinde borgerne til gode.                                                           |

## Eksterne link
- African History: Apartheid Legislation in South Africa Arkiveret 6. september 2015 hos  Wayback Machine, About.com (engelsk)